# Matías Kranevitter
Claudio Matías Kranevitter (ur. 21 maja 1993 w San Miguel de Tucumán) – argentyński piłkarz występujący na pozycji defensywnego pomocnika w argentyńskim klubie River Plate. Wychowanek River Plate. Posiada także obywatelstwo włoskie.

## Kariera klubowa

### River Plate
W 2007 roku, mając 14 lat dołączył do River Plate. Na początku grał w rezerwach klubu, ale był też członkiem drużyny U-20, z którą grał w zwycięskiej kampanii w Copa Libertadores U-20. Wygrał ten turniej w 2012 roku. 2 grudnia zadebiutował w pierwszym zespole. Zagrał drugą połowę w meczu z Lanús. Kranevitter dołączył do pierwszego składu dzięki nowemu menadżerowi Ramonowi Diazowi. We wrześniu 2014 roku Kranevitter doznał kontuzji i nie mógł grać do końca roku. W październiku zaczął trenować z kulami i pod koniec listopada trenował ze sprawnymi nogami. Po powrocie z kontuzji przyczynił się do zwycięstwa w Copa Libertadores.

### Atletico Madryt
25 sierpnia 2015 roku Atletico Madryt osiągnęło porozumienie w sprawie transferu Kranevittera i zapłacili za niego 8 mln €. Jednak Kranevitter w River Plate został do grudnia.
Po powrocie do Atletico w styczniu 2016 roku dołączył do pierwszej drużyny i otrzymał koszulkę z numerem 8.

## Sukcesy
River Plate
- Mistrzostwo Argentyny: 2013/14
- Copa Sudamericana: 2014
- Recopa Sudamericana: 2015
- Copa Libertadores: 2015